# Sergio Simone
Sergio Simone (Cerignola, 27 maggio 1940) è un politico italiano.

## Biografia
Esponente del Partito Socialista Italiano, fu sindaco di Como dal 1985 al 1988, a capo di una giunta pentapartito composta da DC-PSI-PSDI-PRI-PLI. Fu il primo sindaco democraticamente eletto della Como repubblicana a essere espressione della sinistra, dopo anni di sindaci democristiani. Si ritirò dalla vita politica nel 1990.